# U Stýskalu (rybník)
Rybníček U Stýskalu je malý rybníček nalézající se naplroti bývalému hospodářskému dvoru Stýskal založeného v 19. století hrabětem Harrachem, tehdejším vlastníkem panství Hrádek, dnešní chovné stanice plemenných býků firmy Chovservis.

## Galerie

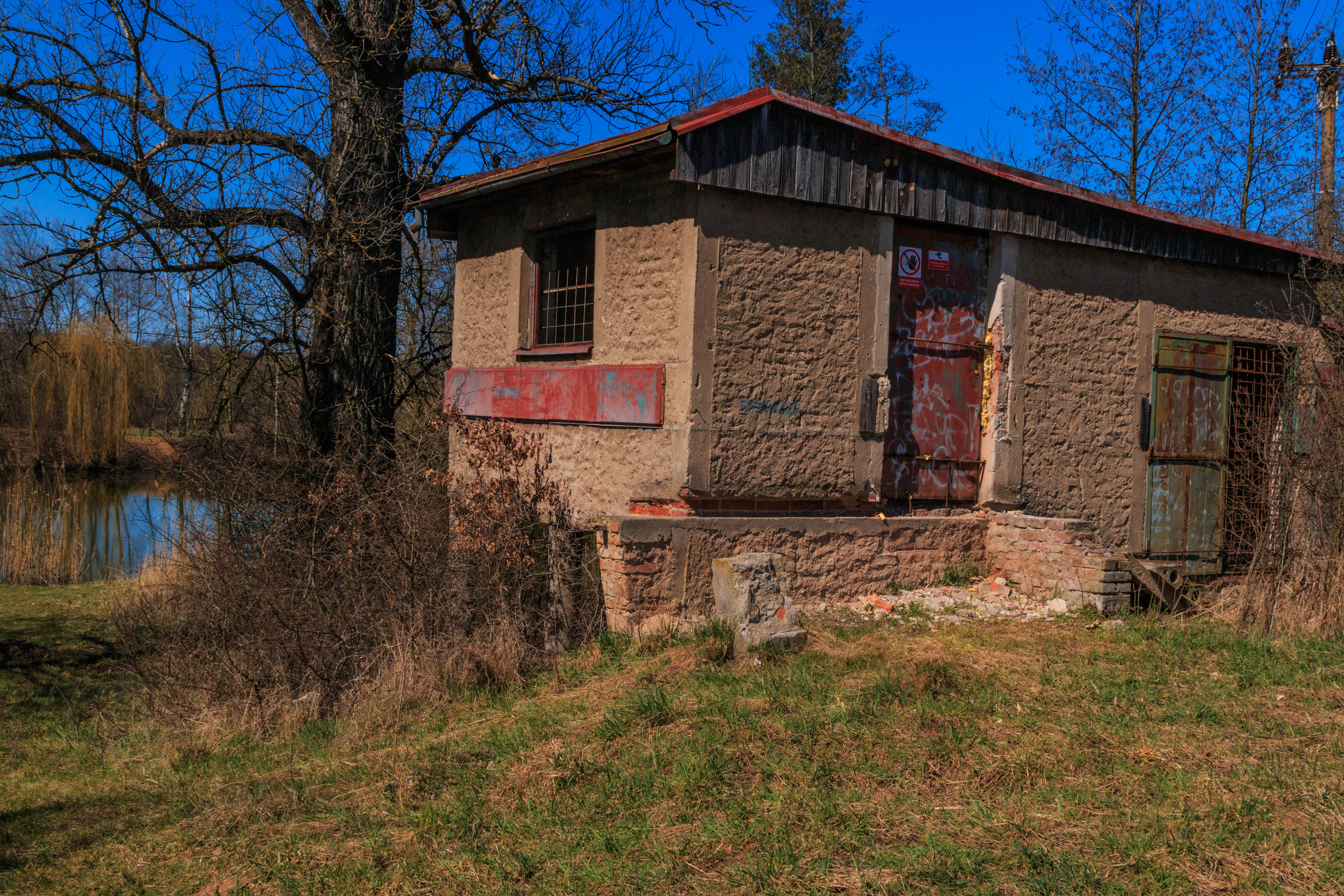
pohled na rybníček U Stýskalu
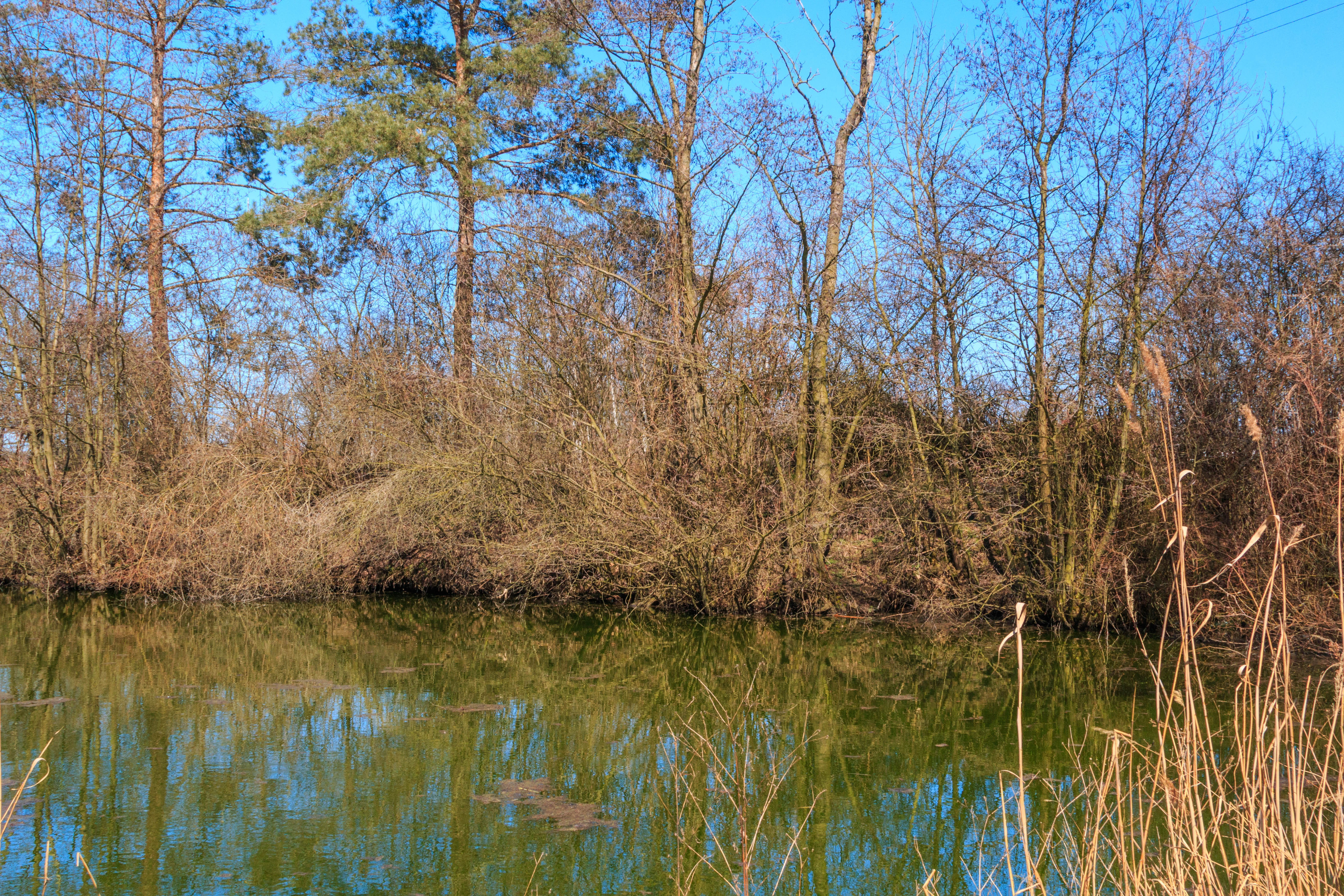
pohled na rybníček U Stýskalu